# Klippbräcka
Klippbräcka (Saxifraga adscendens) är en växtart i familjen stenbräckeväxter.